# Loligo forbesi
Loligo forbesi är en bläckfiskart som först beskrevs av Japetus Steenstrup 1856.  Loligo forbesi ingår i släktet Loligo, och familjen kalmarer. Arten är reproducerande i Sverige.